# Igumenija Serafima

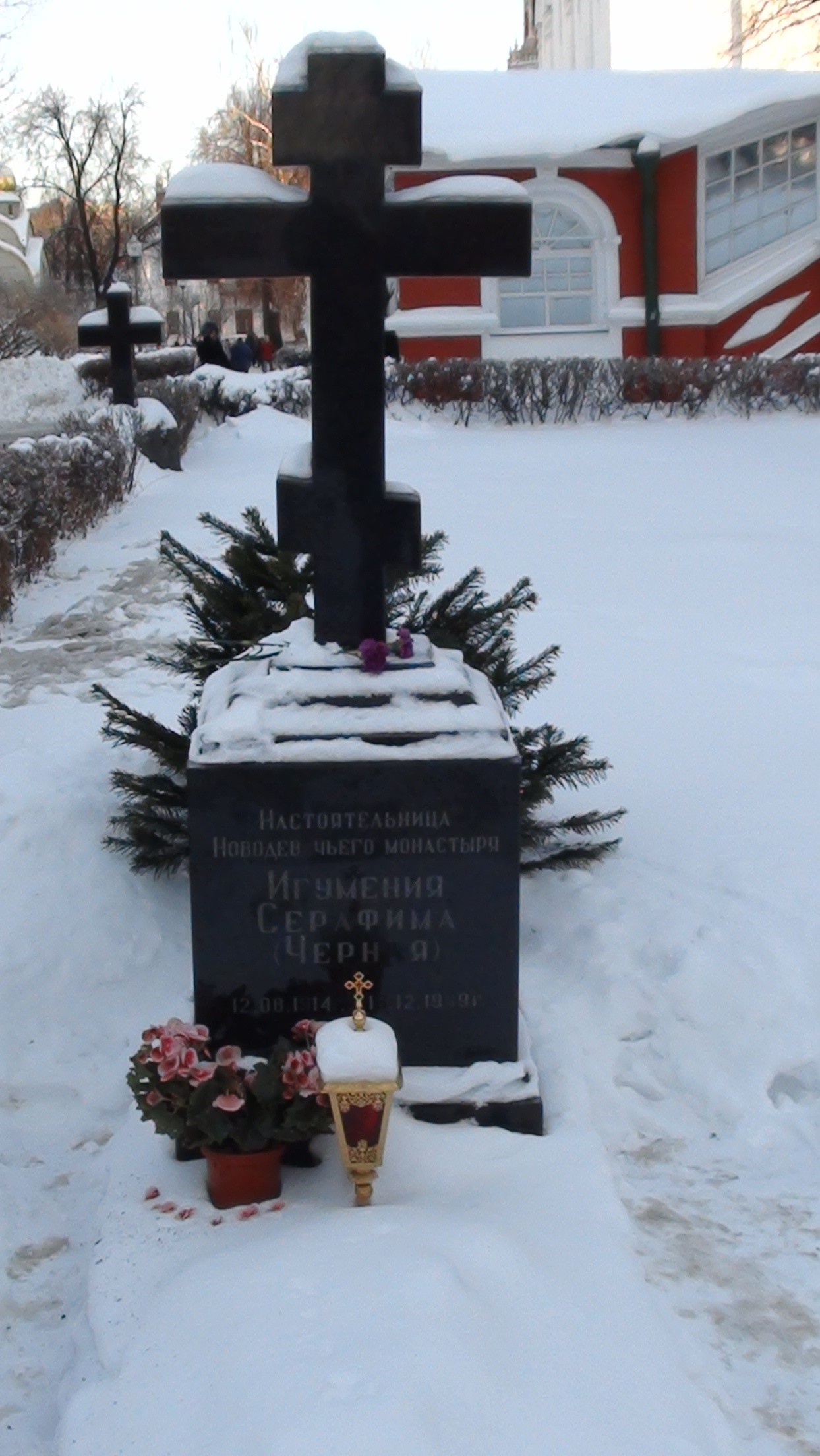

Igumenija Serafima (Игумения Серафима, weltlich Warwara Wassiljewna Tschjornaja (Варвара Васильевна Чёрная), * 12. August 1914 in Sankt Petersburg; † 16. Dezember 1999 in Moskau) war eine Chemikerin, Ingenieurin und von 1994 bis 1999 Nonne am Nowodewitschi-Kloster. Sie war mit Nikolaj Walentinowitsch Tschjornij (Николай Валентинович Чёрный) verheiratet.

## Eltern
- Vater: Wassilij Awgustowitsch von Raison, Absolvent des Alexander-Lyzeums 9. Klasse, Silbermedaille; diente im Staatssekretariat für das Großherzogtum Finnland
- Mutter: Leonida Leonidowna Tschitschagow (Леонида Леонидовна Чичагова, 1883–1963), von Beruf Krankenschwester, 1953 Eintritt ins Pjutinskij Frauenkloster, wo sie den Namen Serafima annahm.
- Großvater - Metropolit Serafim Tschitschagow (weltlich Leonid Michaijlowitsch Tschitschagow, [Леонид Михайлович Чичагов]),[1] Metropolit von Leningrad und Ladoga.

## Auszeichnungen
| Name (deutsch)                                                                      | Name (russisch)                                                            |
| ----------------------------------------------------------------------------------- | -------------------------------------------------------------------------- |
| Orden der Oktoberrevolution                                                         | Орден Октябрьской Революции                                                |
| Orden des Roten Banners der Arbeit                                                  | Орден Трудового Красного Знамени                                           |
| Jubiläumsmedaille „Zum Gedenken an den 100. Geburtstag von Wladimir Iljitsch Lenin“ | Медаль В ознаменование 100-летия со дня рождения Владимира Ильича Ленина   |
| Medaille „Für den Sieg über Deutschland im Großen Vaterländischen Krieg 1941–1945“  | Медаль За победу над Германией в Великой Отечественной войне 1941–1945 гг. |
| Verdienter Arbeiter der Wissenschaft und Technologie der RSFSR                      | Заслуженный деятель науки и техники РСФСР                                  |